# Феррари Гимарайнс, Кайке
Ка́йке Ферра́ри Гимара́йнс (порт.-браз. Kayke Ferrari Guimarães); более известный, как Кайке Феррари (порт.-браз. Kayke Ferrari) род. 28 апреля 2004, Гуарульюс, Сан-Паулу) — бразильский футболист, вингер клуба «Коринтианс».

## Клубная карьера
Феррари — воспитанник клубов ЭКУС, «Палмейрас», «Сан-Каэтано» и «Коринтианс». 30 января 2024 года в поединке Лиги Паулиста против «Сан-Паулу» Кайке дебютировал за основной состав последних. 23 июня в матче против «Атлетико Паранаэнсе» он дебютировал в бразильской Серии A.